# Ámbitos de realización de intervenciones
La promoción de la salud se desarrolla en tres tipos de ámbitos:
- Ámbito individual: prácticas de autocuidado que la persona adopta en beneficio de su propia salud: por ejemplo, la decisión de dejar de fumar, llevar una alimentación saludable y hacer actividad física. Implica estimular las elecciones saludables para cuidar de sí mismo y del entorno inmediato. Es muy importante controlar el estrés, sobre todo en el caso de mujeres que llevan a cabo multitud de tareas diarias.
- Ámbito grupal: acciones que las personas realizan para ayudarse unas a otras con el objetivo de controlar sus problemas de salud. Esto puede surgir en la familia, el vecindario o en un grupo de autoayuda, en el cual las personas que comparten algún padecimiento se reúnen para comentar sus dificultades y estrategias para superarlas. En general estos grupos son autogestionados.
- Entornos saludables: esto es crear condiciones que ayuden a conservar y a aumentar la salud de las personas involucradas. Implica asegurarse de que haya políticas que proporcionen un medio saludable en el hogar, la escuela, el trabajo u otros ámbitos.

- Datos: Q6173007